# Tibala
Tibala  est un village du Cameroun situé dans le département du Lom-et-Djérem de la région de l'Est, précisément au niveau de l'arrondissement Ngoura.

## Population
Selon le recensement de 2005, le village comptait 162 habitants, dont 89 hommes et 73 femmes.